# Noodzakelijkheid
Noodzakelijkheid is een logische modale kwalificatie die de aanwezigheid van een subject in alle mogelijke werelden betekent; het is het absolute tegendeel van onmogelijkheid en de afwezigheid van contingentie. Eenvoudig gesteld is in wetenschappelijk en filosofisch taalgebruik iets noodzakelijk als het tegengestelde onmogelijk is en dit zowel voor logische als fysische objecten.

## Mogelijke werelden
Het begrip wordt in de analytische filosofie uitgewerkt in de theorie van de mogelijke werelden (of: mogelijke situaties). Voor iedere contingente stand van zaken in de actuele wereld bestaan één of meerdere mogelijke werelden waarin die stand van zaken niet het geval is, terwijl voor iedere noodzakelijke stand van zaken geen mogelijke werelden bestaan waarin de stand van zaken niet het geval is. Bij onmogelijke standen van zaken zijn er geen mogelijke werelden waarin de stand van zaken het geval is, inclusief de actuele wereld.
Er zijn twee soorten mogelijkheid: reële mogelijkheid en irreële mogelijkheid. Een reële mogelijkheid is een geactualiseerde mogelijke wereld en betekent daarom vooral niet noodzakelijk, terwijl een irreële mogelijkheid niet actueel is en vooral niet onmogelijk betekent.

## Kant en Kripke
De Duitse filosoof Immanuel Kant relateerde in zijn Kritik der reinen Vernunft noodzakelijkheid exclusief aan a priori: alle wiskundige en logische (ofwel: a-priorische) waarheden waren volgens hem noodzakelijk waar, terwijl alle empirische oordelen (noodzakelijkerwijs) contingent zijn. De Amerikaanse filosoof Saul Kripke bestreed deze opvatting in Naming and Necessity: volgens hem bestaan er zowel uitspraken die a priori en contingent zijn en uitspraken die empirisch en noodzakelijk zijn. Hiermee introduceerde hij opnieuw het onderscheid tussen modaliteit de re en modaliteit de dicto, ofwel de facto en de jure.

## Formele notatie
In de formele logica wordt noodzakelijkheid als volgt uitgedrukt:
- {\displaystyle \Box {p}}

Waarbij het eerste symbool (het vierkantje) de noodzakelijkheid uitdrukt en het tweede symbool (p) de propositie waarop de noodzakelijkheid betrekking heeft.

## Als rechtsbeginsel
Naargelang de jurisdictie kan noodzakelijkheid in sommige landen aangevoerd worden als verschoningsgrond of zelfs als rechtvaardigingsgrond voor misdrijven. Zo kent de Deense wet het begrip nødret en Noorwegen nødrett. In Canada gelden drie vereisten voor een verdediging uit noodzaak: 
1. het moet gaan om een dringende situatie van (dreigend) gevaar
2. er bestaat geen redelijk wettelijk alternatief
3. er moet evenredigheid bestaan tussen de aangebrachte en de vermeden schade.